# Günter Grass
Günter Wilhelm Grass (Ciudad libre de Dánzig, actual Polonia, 16 de octubre de 1927-Lübeck, Alemania, 13 de abril de 2015) fue un escritor y artista alemán, galardonado con el Premio Nobel de Literatura y el Premio Príncipe de Asturias de las Letras, en 1999.

## Biografía
Hijo de Wilhelm Grass (1899-1979), un protestante pomerano-alemán, y de Helene Magdalena Grass (nacida Knoff, 1898-1954), una católica de origen casubio-polaco. Se identificaba como casubio, y creció como católico. Sus padres tenían una tienda de comestibles con un pequeño apartamento anexo, de dos habitaciones en Dánzig-Langfuhr (hoy Gdańsk-Wrzeszcz, Polonia). Tuvo tres hermanos: Ella, Friedrich y Alfred. Estudió dibujo y escultura de 1948 a 1956.
Grass asistió al gimnasio Conradinum de Danzig . En 1943, a los 16 años, se convirtió en Luftwaffenhelfer (auxiliar de la Fuerza Aérea). Poco después, fue reclutado por el Reichsarbeitsdienst (Servicio de Trabajo del Reich). En noviembre de 1944, poco después de cumplir 17 años, Grass se ofreció como voluntario para el servicio submarino de la Kriegsmarine de la Alemania nazi, «para escapar del encierro que sentía de adolescente en casa de sus padres», que consideraba una familia católica y estirada de clase media baja.
Después de que la Armada lo rechazara, fue llamado a filas para la 10.ª División Panzer SS Frundsberg a finales de 1944. Grass no reveló hasta 2006 que fue reclutado en las Waffen-SS en ese momento. Su unidad funcionó como una División Panzer regular, y sirvió con ellos desde febrero de 1945 hasta que fue herido el 20 de abril de 1945. Fue capturado en Marienbad (ahora Mariánské Lázně, República Checa) y enviado a un campo de prisioneros de guerra estadounidense en Bad Aibling, Baviera.
De 1946 a 1947, Grass trabajó en una mina y se formó como cantero . Estudió escultura y diseño gráfico en la Kunstakademie de Düsseldorf . También fue cofundador del Grupo 47, organizado por Hans Werner Richter. Grass trabajó como escritor, diseñador gráfico y escultor, y viajó con frecuencia.
En 1953 se trasladó a Berlín Occidental y estudió en la Universidad de las Artes de Berlín. A partir de 1960, residió en Berlín y, a tiempo parcial, en Schleswig-Holstein. En 1961, se opuso públicamente a la construcción del Muro de Berlín.
De 1983 a 1986 ocupó la presidencia de la Academia de Artes de Berlín.
En 1954 contrajo matrimonio con Anna Schwarz, de la que tuvo tres hijos y una hija. Divorciado en 1978, al año siguiente se casó con Ute Grunert, hasta su muerte. Tuvo dos hijas de otras relaciones.

## Trayectoria
Ha sido un escritor capital en la vida literaria y civil tras la Segunda Guerra Mundial, en Alemania y en Europa. Critica las formas de razonamiento ideológico que sustentaron el régimen nazi. Utiliza la ubicación de la ciudad de Danzig/Gdansk y su ambiguo estatus histórico entre Alemania y Polonia como símbolo de la ambigüedad entre los grupos étnicos. La ascendencia de Grass incluye familiares alemanes y eslavos, algunos de los cuales lucharon en bandos opuestos de la guerra. Sus obras también muestran una preocupación constante por los sujetos marginales y marginados, como Oskar Matzerath, el enano de El tambor de hojalata, cuyo cuerpo fue considerado una aberración indigna de la vida en la ideología nazi, o los romaníes y sintis, considerados impuros e indignos por los nazis y sometidos a la eugenesia y al genocidio, al igual que los judíos.
El estilo literario de Grass combina elementos del realismo mágico con una inclinación por el cuestionamiento. Complica las cuestiones de autoría al entremezclar elementos autobiográficos realistas con narradores poco fiables y sucesos fantásticos que generan ironía o satirizan los acontecimientos para formular críticas sociales.
Ha escrito de muy diversos modos sobre la historia de su país de mediados del siglo XX, ya con tres novelas iniciales: El tambor de hojalata (1959), El gato y el ratón (1961) y Años de perro (1963).
Tuvo notable participación en el Grupo 47 de escritores alemanes, que se reunía dos veces al año: era un colectivo de jóvenes autores, luego destacadísimos, que leían fragmentos inéditos y se enfrentaban a la crítica de sus colegas (los organizadores enviaban cíclicas tarjetas a personas muy dispares, ajenas al grupo). Estas reuniones del Grupo 47 dieron voz a una nueva generación de escritores, incluso en Europa.
Grass tuvo una activa participación política en toda su vida. Criticó con dureza la represión de obreros en la Alemania del Este (RDA) a comienzos de los años 1950 (Los plebeyos ensayan la revolución). Se mantuvo muy cercano al partido socialdemócrata y ayudó entre otros a Willy Brandt en sus campañas (como puede leerse en Diario de un caracol), que fue decisivo para el cambio alemán. En 1990, su breve ensayo sobre los campos, Escribir después de Auschwitz, fue muy comentado. Además se opuso, tras la caída del Muro, a una reunificación apresurada e invasiva con la antigua RDA (Alemania: una unificación insensata).

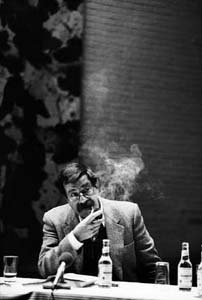
1986

## Una polémica
Es posible que por todo ello, antes y después de recibir el Premio Nobel de literatura en 1999, haya sido atacado de diversas maneras, e incluso que una vez decidiese irse de Alemania (pasó casi un año en la India).
Fue polémico el pasaje de su vida que relató en su autobiografía de 2007, Pelando la cebolla, en donde cuenta su infancia, su vida como soldado, sus inicios como escritor y su relación con el papa Benedicto XVI, quien fue prisionero de guerra en Bad Aibling (Baviera). Y esta obra difundió otra pretendida novedad, avanzada por el diario Frankfurter Allgemeine Zeitung (FAZ): que a los 17 años perteneció a las Waffen-SS, esto es, que se contaba entre los soldados, casi un millón, que reclutaron al final las SS (Schutzstaffel o «Cuerpo de Protección»). Se sabía solo que en 1944 estuvo unos meses en el ejército como auxiliar de artillería y que sirvió en la milicia, pero no que los batallones organizados para la guerra por los nazis lo hubiesen reclutado como soldado, aún en edad escolar. El 8 de mayo de 1945 fue herido y capturado en Marienbad, permaneció un tiempo hospitalizado y otro como prisionero de guerra.
Grass señaló que su ingreso en las Waffen-SS no fue premeditado, ya que se había presentado voluntario para servir en submarinos, destinado a Dresde, donde sirvió en la 10.ª División Panzer SS Frundsberg. Grass solo sirvió en esa unidad unos meses, cuando tenía 17 años, por lo que ha sido defendido por Volker Schlöndorff, Salman Rushdie, su traductor Miguel Sáenz o Mario Vargas Llosa, entre muchos otros.
Es más, Klaus Wagenbach escribió que eso ya se lo había contado el autor en 1963 para hacer una monografía sobre él, y transcribe las notas que tomó. Lo había declarado Grass sin tapujos, dice Wagenbach, pero al FAZ le interesaba en 2007 un titular: «No solo hay demasiados reaccionarios en el mundo, sino también demasiados parricidas», añadía ese especialista en Kafka. Eso no impide, según una entrevista con él por Juan Cruz, que el propio Grass valore de modo crítico —y lamente— lo que significó esa «seducción» del poder en los muchachos de su generación.

## Obra
Llamó la atención su extensa novela El tambor de hojalata, de 1959, sobre la Alemania de su infancia, y Años de perro (1963). Con ellos se convirtió en una de las voces narrativas más conocidas de su país por su tono ácido e implacable sobre ese pasado inmediato.
En 1968 publicó en Berlín una colección de relatos cortos, Historias (Geschichten), bajo el pseudónimo de "Artur Knoff", utilizando el apellido de su madre.
En la novela El rodaballo (1977) recoge sus saberes culinarios; un breve y denso Encuentro en Telgte (1981), sobre los escritores alemanes del barroco. Luego La Ratesa (1986) y tres libros sobre la historia de su país, que han tenido mucha resonancia: Es cuento largo (1996), sobre la caída del muro de Berlín, Mi siglo (1999), que va año a año por el siglo XX (y fue publicada en el año de su Nobel), y A paso de cangrejo (2002), pues "es necesario retroceder para avanzar, como los cangrejos", según dice Grass. En esta novela, A paso de cangrejo, recuerda el destino de millones de alemanes que fueron víctimas de la Segunda Guerra Mundial. La pieza central del libro es el hundimiento del barco Wilhelm Gustloff, el 30 de enero de 1945, con miles de refugiados de la Prusia Oriental a bordo; muchos de ellos, niños. Como en Alemania es un tema monopolizado por las poderosas asociaciones de refugiados de la Prusia Oriental, de corte conservador, Grass corría el riesgo de verse adscrito a una ideología que no era la suya. Por eso en su novela va contraponiendo el tema de la muerte de miles de refugiados alemanes con el destino fatal de un joven de la ultraderecha (neonazi). Partiendo de esa tragedia, recorre otros sufrimientos de la población alemana, que apenas se estudian en los libros de texto del país.

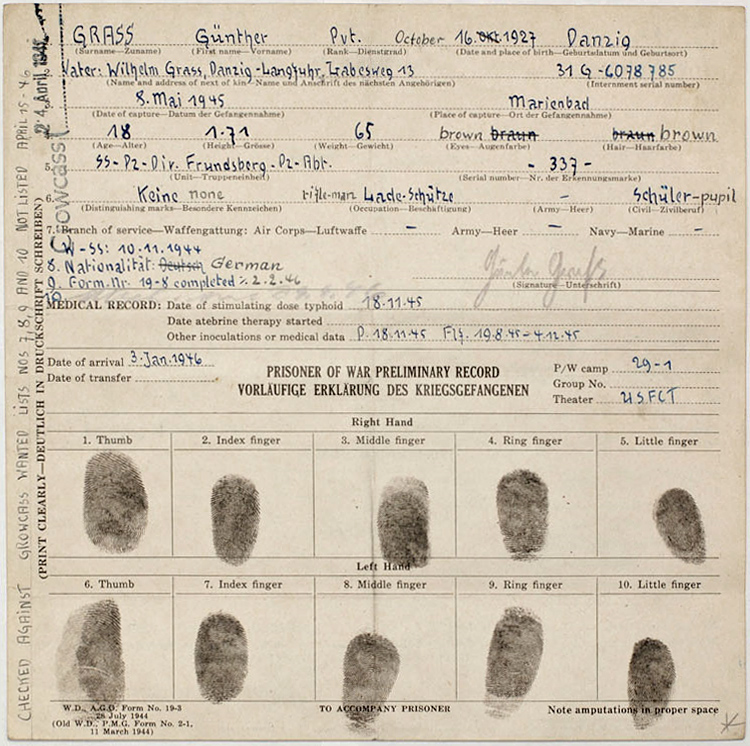
Ficha de prisionero de guerra de Grass, que indica su pertenencia a las Waffen-SS.

Realizó obras de ilustración, como en Der Schatten (La sombra. Los cuentos de H. C. Andersen vistos por G. Grass), por la que obtuvo el premio Hans Christian Andersen de ilustración en 2005. Ha editado libros con sus dibujos. En 2006, presentó una exposición con esculturas y dibujos en Görlitz. En ocasión de su fallecimiento, el diario El País publicó algunos de ellos y acuarelas, varios acompañados de textos explicativos del autor. Destaca allí su autorretrato.
Los principales traductores de las obras de Grass al español han sido Carlos Gerhard Otterwälder, muerto en México en 1976, y Miguel Sáenz (en contacto con el autor).
En enero de 2014 Grass declaró que no escribiría más novelas, debido a que a su avanzada edad le era imposible planificar el tiempo que le lleva. Su abandono de la narrativa no significó, sin embargo, el retiro definitivo, ya que siguió cultivando la poesía y el dibujo.
El 14 de abril de 2015, el diario El País publicó la última entrevista de Grass, realizada por el periodista Juan Cruz el 21 de marzo anterior, y que estaba inédita: «Günter Grass: “El dolor es la principal causa que me hace trabajar  crear”».

## Premios y reconocimientos
Grass recibió decenas de premios internacionales; en 1999, fue galardonado con el más alto honor literario: el Premio Nobel de Literatura. La Academia Sueca lo destacó como un escritor "cuyas juguetonas fábulas negras retratan el rostro olvidado de la historia". Su literatura suele clasificarse como parte del movimiento artístico alemán conocido como Vergangenheitsbewältigung, que se traduce aproximadamente como "aceptar el pasado".
En 1965, Grass recibió el Premio Georg Büchner; en 1993 fue elegido miembro honorario de la Royal Society of Literature. En 1995, recibió el Premio Hermann Kesten.
Representantes de la ciudad de Bremen se unieron para crear la Fundación Günter Grass con el objetivo de crear una colección centralizada de sus numerosas obras, especialmente sus numerosas lecturas personales, vídeos y películas. La Casa de Günter Grass en Lübeck alberga exposiciones de sus dibujos y esculturas, así como un archivo y una biblioteca.
En 1992 recibió el Premio Hidalgo, otorgado por la Asociación Nacional de España "Presencia Gitana", en reconocimiento a su defensa del Pueblo Gitano.
En 2012, Grass recibió el premio Europeo del Año del Movimiento Europeo de Dinamarca (Europabevægelsen), en honor a sus debates políticos en asuntos europeos.

## Muerte
Fumador de pipa empedernido durante la mayor parte de su vida adulta, Grass murió a los 87 años de una infección pulmonar el 13 de abril de 2015 en un hospital de Lübeck. Fue enterrado en una ceremonia familiar privada el 29 de abril en Behlendorf, a 24 kilómetros al sur de Lübeck, donde había vivido desde 1995.
El novelista estadounidense John Irving pronunció el elogio principal en el servicio conmemorativo de Grass el 10 de mayo en el Teatro Lübeck . Entre los asistentes se encontraban el presidente alemán Joachim Gauck, el ex canciller Gerhard Schröder, la comisaria federal de Cultura Monika Grütters, el director de cine Volker Schlöndorff y Paweł Adamowicz, alcalde de Gdańsk. Grütters, en sus comentarios a los dolientes, señaló que, a través de su trabajo, Grass defendió la independencia de los artistas y del arte mismo. Adamowicz dijo que Grass había "tender un puente entre Alemania y Polonia" y elogió la "falta de voluntad del novelista para llegar a acuerdos".

## Obras

### Novelas
- Trilogía de Danzig — Danziger Trilogie
  - El tambor de hojalata, 1959 — Die Blechtrommel, trad.: Carlos Gerhard; Joaquín Mortiz, México, 1963 (prólogo de Mario Vargas Llosa, semblanza biográfica de Francisco J. Satué, Círculo de Lectores, 1987; nueva trad.: Miguel Sáenz, Alfaguara, Madrid, 2009)
  - El gato y el ratón,  1961 — Katz und Maus, trad.: Carlos Gerhard; Joaquín Mortiz, México, 1964 (Alfaguara, Madrid, 1999)
  - Años de perro, 1963 — Hundejahre, trad.: Carlos Gerhard; Joaquín Mortiz, México, 1966 (Alfaguara, Madrid, 1992)
- Anestesia local, 1969 — Örtlich betäubt, trad.: Carlos Gerhard; Joaquín Mortiz, México, 1972
- El rodaballo, 1977  — Der Butt, trad.: Miguel Sáenz; Alfaguara, Madrid, 1999
- Encuentro en Telgte, 1979 — Das Treffen in Telgte, trad.: Genoveva Dieterich; Alfaguara, Madrid, 1992
- La ratesa, 1986 — Die Rättin, trad.: Miguel Sáenz; Alfaguara, Madrid, 1999
- Malos presagios, 1992  — Unkenrufe, trad.: Miguel Sáenz; Alfaguara, Madrid, 1999
- Es cuento largo, 1995 — Ein weites Feld, trad.: Miguel Sáenz; Alfaguara, Madrid, 1997
- Mi siglo, 1999 — Mein Jahrhundert, trad.: Miguel Sáenz; Alfaguara, Madrid, 1999
- A paso de cangrejo, 2002 — Im Krebsgang, trad.: Miguel Sáenz; Alfaguara, Madrid, 2003
- La cámara, 2008 — Die Box; Steidl, Göttingen 2008

### Poemas
- Die Vorzüge der Windhühner, poemas, 1956
- Gleisdreieck, poemas, 1960
- Ausgefragt, poemas, 1967
- Del diario de un caracol, 1972 — Aus dem Tagebuch einer Schnecke, trad.: Miguel Sáenz; Alfaguara, Madrid, 2001
- Letzte Tänze, poemas, 2003
- Novemberland, 13 poemas antirracistas acompañadas de otras tantas ilustraciones suyas
- Dummer August, poemas, 2007 — Payaso de Agosto, 2009

### Teatro
- Die bösen Köche. Ein Drama, teatro, 1956
- Hochwasser. Ein Stück in zwei Akten, teatro, 1957
- Onkel, Onkel. Ein Spiel in vier Akten, teatro, 1958
- Die Plebejer proben den Aufstand, teatro, 1966 — Los plebeyos ensayan la revolución, Cuadernos para el diálogo, Madrid 1969
- Davor, teatro, 1970

### Ensayos y discursos
- Über das Selbstverständliche. Reden - Aufsätze - Offene Briefe - Kommentare,  discursos y ensayos, 1968
- Denkzettel. Politische Reden und Aufsätze 1965-1976, ensayos políticos y discursos
- Der Bürger und seine Stimme. Reden Aufsätze Kommentare, discursos y ensayos, 1974 — El burgués y su voz
- Kopfgeburten oder Die Deutschen sterben aus, 1980 — Partos mentales o los alemanes se extinguen, trad.: Genoveva Dieterich; Alfaguara, Madrid, 1999
- Widerstand lernen. Politische Gegenreden 1980–1983, discursos políticos, 1984
- Zunge zeigen. Ein Tagebuch in Zeichnungen, diario con dibujos, 1988 — Sacar la lengua

### Memorias
- Beim Häuten der Zwiebel, 2006, primer volumen de memorias  — Pelando la cebolla, 2007
- Die Box, segundo volumen de memorias, 2008  — La caja de los deseos, trad.: Miguel Sáenz; Alfaguara, Madrid, 2009
- Unterwegs von Deutschland nach Deutschland. Tagebuch 1990, 2009  — De Alemania a Alemania. Diario, 1990, trad.: Carlos Fortea; Alfaguara, Madrid, 2011
- Grimms Wörter, tercer volumen de memorias, 2010

### Relatos cortos
- Geschichten, 1968 - Berlín, Literarisches Colloquium (bajo el pseudónimo de "Artur Knoff")

### Estudios literarios
- "La estatua" (Alfaguara, 2025).

## Ediciones en español que no coinciden con libros en alemán
- Faltan diez minutos para Buffalo, teatro, 1958
- Escribir después de Auschwitz, ensayo, 1990
- Alemania: una unificación insensata, ensayo, 1990
- Discurso de la pérdida. Sobre el declinar de la cultura en la Alemania unida, ensayo, 1993
- Acuarelas, libro de arte, 2002
- Cinco decenios, memorias con poemas inéditos, fotos y dibujos; trad.: Miguel Sáenz; Alfaguara, Madrid, 2003
- Lírico botín, antología, selección hecha por Grass de 140 poemas escritos a lo largo de 50 años, con cien dibujos suyos, Bartleby Editores, 2006

## Dibujos
- Hundert Zeichnungen 1955–1987. Ausstellungskatalog der Kunsthalle Kiel, ed. Jens Christian Jensen, Kiel, 1987 (en alemán).
- "Los dibujos del Nobel" (El País 13-4-2015).
- Günter Grass - Kunstwerke in der Galerie am Dom, Frankfurt (en alemán). Archivado el 2 de abril de 2017 en Wayback Machine.

## Artículos de prensa
- "Lo mismo entonces que ahora. Mi respuesta a decisiones recientes" (El País, 11.4.12).